# Golpes de Estado en Argentina
Golpes de Estado en Argentina se refiere al análisis somero de los golpes de Estado que se cometieron o intentaron a partir de 1853, año en que se sancionó la primera Constitución argentina.
Luego del establecimiento del sufragio secreto y obligatorio en 1912, se concretaron seis golpes de Estado, en 1930, 1943, 1955, 1962, 1966 y 1976. Los cuatro primeros establecieron dictaduras provisionales, en tanto que los dos últimos establecieron dictaduras de tipo permanente según el modelo de Estado burocrático-autoritario. El último impuso un régimen de terrorismo de Estado, en el que se violaron masivamente los derechos humanos y se produjeron miles de desapariciones, asesinatos, torturas, robos de bebés, violaciones, encarcelamientos ilegales, persecuciones ideológicas y exilios forzados.
En los 53 años que transcurrieron desde el golpe de 1930, hasta que cayó la última dictadura cívico-militar en 1983, hubo seis regímenes ilegales en el poder, habiendo estos sumado 25 años en total, en donde se cruzaron 14 dictadores con el título de «presidente» y varias autoridades de facto a lo largo y ancho del país. En ese período todas las experiencias de gobierno elegidas democráticamente entre radicales y justicialistas fueron interrumpidas mediante golpes de Estado.
Hubo también varias decenas de golpes de Estado frustrados; el último intento de golpe de Estado se realizó en diciembre de 1990.

## Aclaración terminológica
En la ciencia política, golpe de Estado es la toma del poder político de un modo repentino por parte de un grupo de poder de forma ilegal, violenta o a la fuerza. Tradicionalmente ha sido realizado por militares, habitualmente en colaboración con grupos civiles y con apoyo de grupos armados. Una revolución es un cambio social profundo y relativamente veloz, que usualmente —aunque no necesariamente— implica confrontaciones violentas entre sectores. En el golpe de Estado hay un simple cambio de autoridades en tanto que en la revolución hay “una transición de una situación política, jurídica o social, a otra, de un nuevo sistema de reparto y distribución del poder político, a otra, de un nuevo sistema de reparto y distribución del poder político, o del poder social, según los casos.” En América Latina en general y en Argentina en particular, en algunas ocasiones se denominan “revoluciones” a los golpes de Estado. El golpe de Estado y la revolución pueden o no presentarse simultáneamente.

## Toma del poder por Bartolomé Mitre en 1861
Luego de su victoria en la batalla de Pavón del 17 de septiembre de 1861, y del colapso del gobierno nacional de la Confederación Argentina, el 12 de diciembre de 1861, el gobernador de Buenos Aires Bartolomé Mitre tomó de facto el Poder Ejecutivo Nacional bajo el título de Gobernador de Buenos Aires Encargado del Poder Ejecutivo Nacional. Eligió este nombre para diferenciarse claramente del de Director provisorio de la Confederación Argentina que había utilizado casi diez años antes Justo José de Urquiza, a quien había combatido de palabra y de hecho durante todo ese tiempo pero, en la práctica, no había ninguna diferencia real entre ambos cargos.
El origen del cargo fue la cesión de las relaciones exteriores por los gobiernos provinciales, la mayor parte de los cuales habían asumido el mando en los meses anteriores bajo la presión de los ejércitos invasores enviados por Mitre. Además de las Relaciones Exteriores que le cedieron las provincias del interior, la Legislatura de Buenos Aires le concedió el título de encargado del Poder Ejecutivo; nótese que las provincias ya habían cedido las Relaciones Exteriores al gobierno nacional, y que la Legislatura porteña no tenía derecho alguno a encargar a su gobernador el Poder Ejecutivo de la Nación. Por esa razón, si bien no es sencillo establecer en qué fecha tuvo lugar el presunto golpe de Estado, está claro que el gobierno de Mitre era de facto. Fue el primer gobierno de facto posterior a la sanción de la Constitución, y el único hasta el golpe de Estado de 1930.

## Revolución de 1874 (fallido)

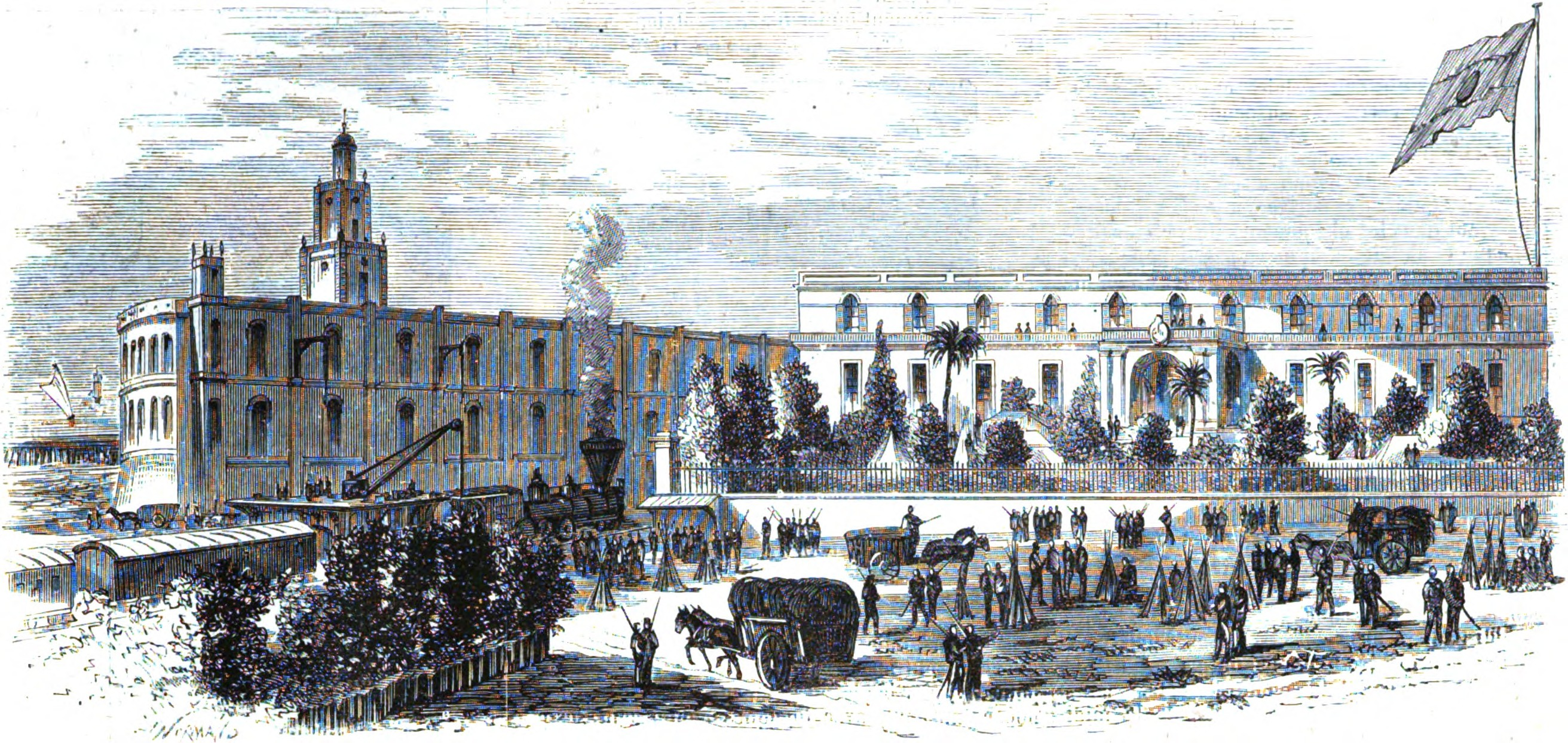
Ocupación de la Casa de Gobierno por las tropas; Buenos Aires (L'Illustration, Vol. LXIV, nº 1.660, 19/12/1874).

La revolución de 1874 fue uno de los últimos intentos del Partido Liberal, continuador ideológico y político del Partido Unitario, de imponerse en el gobierno nacional, si bien alegó como excusa prácticas fraudulentas en las elecciones del 1 de febrero de 1874 de la provincia de Buenos Aires. Hubo elección de presidente el 12 de abril y ganaron Nicolás Avellaneda como presidente y Mariano Acosta como vicepresidente.
Inicialmente, Bartolomé Mitre, que era el jefe rebelde, fijó el alzamiento para después del 12 de octubre, fecha en que asumiría Avellaneda, ya que no quería sublevarse contra el presidente Domingo Faustino Sarmiento; pero, descubierto, el 18 de julio decidió adelantar la revolución. Otros dirigentes políticos rebeldes eran Eduardo Costa, Rufino de Elizalde y Norberto Quirno Costa.
El comandante Erasmo Obligado, de la Armada Argentina, inició la revolución el 23 de septiembre. Los jefes militares de la revolución en el interior de la provincia de Buenos Aires se dedicaron a reunir las milicias de gauchos de las estancias de la misma, y Mitre se puso al frente del improvisado pero numeroso ejército de algo más de 5000 hombres, casi todos de caballería. La escasa infantería iba armada con fusiles anticuados y en mal estado. Llevaba, además, unos mil auxiliares indígenas.
El general José Miguel Arredondo, líder de la revolución en el interior, se dirigió con tropas sublevadas hacia Córdoba. El coronel Julio Argentino Roca no tenía fuerzas suficientes para hacerle frente, de modo que lo dejó pasar y ocupar la ciudad. Luego Arredondo se dirigió hacia la provincia de Mendoza y el 29 de octubre, en la primera batalla de Santa Rosa, venció a las milicias mendocinas, muriendo el jefe de éstas, el teniente coronel Amaro Catalán.
En el Litoral fluvial los revolucionarios no lograban ningún avance, por lo que, el 16 de noviembre, Obligado entregó sus naves en Montevideo.
Tras reunir a los gauchos voluntarios del sur de la provincia de Buenos Aires, en el arroyo Gualicho, cerca de Las Flores, Mitre derrotó al regimiento de milicias del coronel Liborio Muzlera y continuó su avance hacia el norte. Al frente del Regimiento 6 de infantería de línea, el teniente coronel José Inocencio Arias se encontró de golpe a muy corta distancia del numeroso ejército de Mitre, por lo que optó por atrincherarse en la estancia La Verde, cerca de Nueve de Julio, cavando zanjas y colocando en líneas de tiro parapetadas a sus 900 hombres, armados con fusiles Remington semiautomáticos. Aunque pudo haberlo esquivado, Mitre consideró que eso debilitaría la moral de su ejército, de modo que el 26 de noviembre atacó de frente con sus casi 5000 hombres. Mitre sufrió 260 bajas mortales, entre ellos algunos oficiales superiores y varios cientos más de heridos.
El ejército de Mitre, mucho más desmoralizado que si hubiera esquivado a su enemigo, continuó su camino hasta quedar rodeado por fuerzas superiores en Junín. El 3 de diciembre, el general Mitre ofreció su rendición a cambio de correr personalmente con toda la responsabilidad; la exigencia fue ignorada, sus oficiales fueron arrestados, y varios de ellos dados de baja.
Mientras tanto, Roca continuaba reuniendo refuerzos y avanzando hacia Mendoza; Arredondo regresó a Santa Rosa, donde había vencido a Catalán y fortificó un espacio fácil de defender, al que le agregó zanjas y trincheras. En la noche del 6 al 7 de diciembre, guiado por un baqueano, Roca rodeó la posición de Arredondo y se ubicó a su retaguardia; sorprendentemente, todo se hizo en absoluto silencio, sin siquiera el relincho de un caballo. A primera hora de la mañana del 7 de diciembre, Roca atacó a un sorprendido Arredondo, que aún estaba mirando hacia el este, en la llamada segunda batalla de Santa Rosa. Arredondo se vio obligado a rendirse y fue sometido a un consejo de guerra; pero Roca, con la lista de los futuros jueces de su enemigo en la mano, y temiendo que fuese fusilado, lo ayudó a huir a Chile. 
En total, la revolución fracasada costó unas 5000 vidas, y el Partido Autonomista Nacional pudo gobernar sin sobresaltos. Mantendría su hegemonía, a pesar de cuatro revoluciones en su contra, hasta 1916.

## Revolución del Parque (fallido)

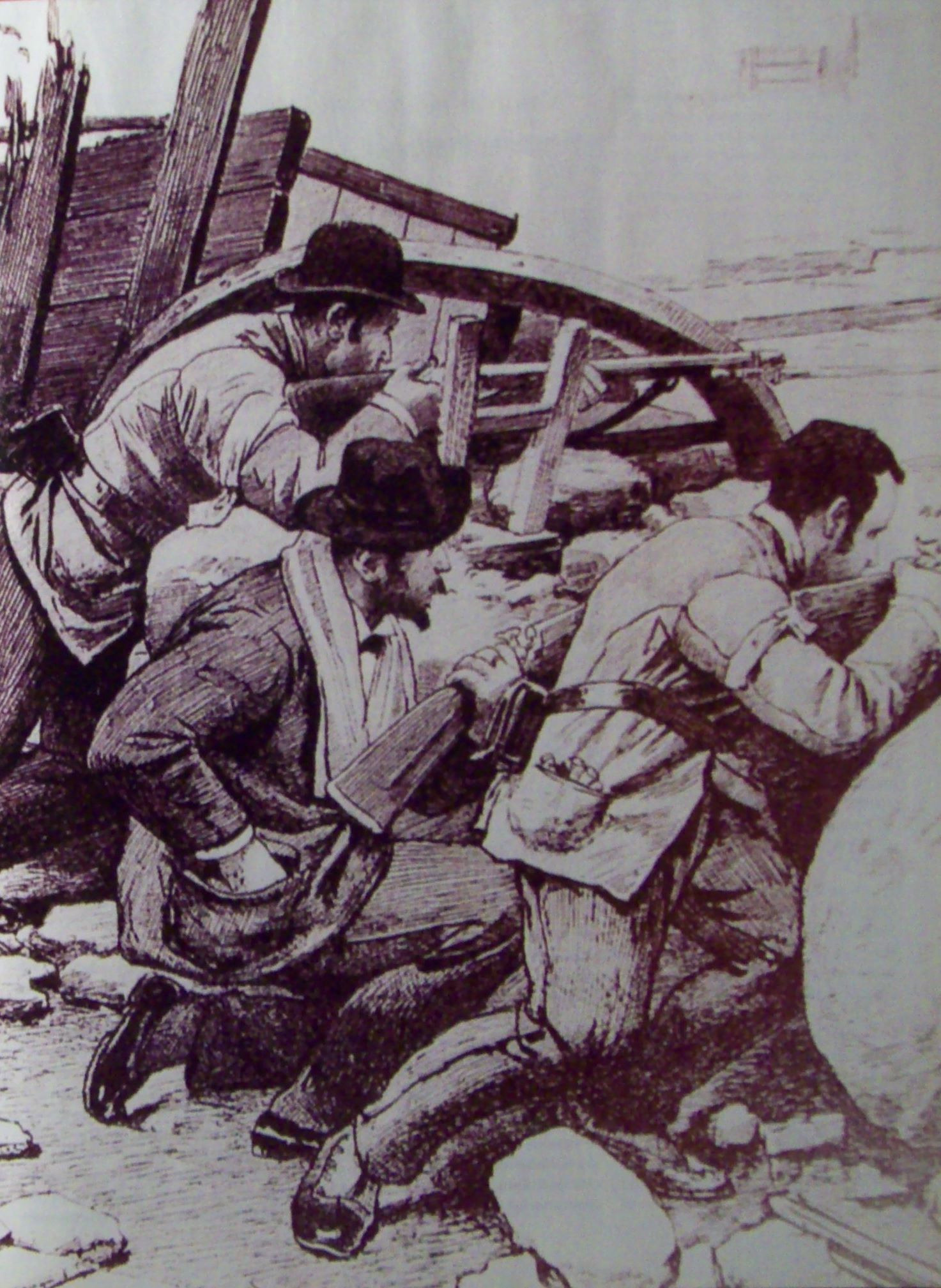
Escena de la Revolución del Parque.

El 26 de julio de 1890 se inició un fallido golpe de Estado dirigido por la recién formada Unión Cívica, liderada por Leandro Alem, Bartolomé Mitre, Aristóbulo del Valle, Bernardo de Irigoyen y Francisco Barroetaveña, entre otros, que perseguía el derrocamiento del gobierno encabezado por el presidente Miguel Juárez Celman.
El golpe fue precedido por una grave crisis económica que se había prolongado por dos años, así como denuncias de corrupción y autoritarismo por sus opositores. Se formaron una Junta Revolucionaria y una logia militar conocida como la Logia de los 33 oficiales. Entre sus líderes estaba el subteniente José Félix Uriburu que 40 años más tarde encabezaría el golpe de Estado que derrocó a Hipólito Yrigoyen.
El plan era que las fuerzas rebeldes se concentrarían en el Parque de Artillería y la flota bombardearía la Casa Rosada y el cuartel de Retiro. Al mismo tiempo, grupos de milicianos debían tomar prisioneros al presidente Juárez Celman, el vicepresidente Pellegrini, al ministro de Guerra general Levalle, y al presidente del senado Julio A. Roca, y cortar las vías de ferrocarril y telegráficas.
El levantamiento comenzó en la madrugada del 26 de julio de 1890. Un regimiento cívico armado tomó el estratégico Parque de Artillería de la Ciudad de Buenos Aires (donde hoy se levanta el edificio de la Corte Suprema de Justicia, ubicado 900 metros de la casa de gobierno) y simultáneamente otros contingentes sublevados marcharon hacia allí desde otros puntos. Al mismo tiempo se sublevó la mayor parte de la escuadra naval ubicada en el puerto de la Boca del Riachuelo, al sur de la Casa Rosada, luego de un cruento enfrentamiento armado. Las tropas revolucionarias contaban con el apoyo de civiles armados organizados en "milicias cívicas".
El sitio principal donde se concentraron las fuerzas del gobierno fue el Retiro, en la zona noreste de la ciudad. Allí existía un importante cuartel en el lugar en que hoy se encuentra la Plaza San Martín y la terminal de ferrocarril de Retiro, estratégica para traer las tropas ubicadas en las provincias. En Retiro se instalaron desde las 6:00 los hombres clave del gobierno: el presidente Miguel Juárez Celman, el vicepresidente Carlos Pellegrini, el presidente del Senado Julio A. Roca, el ministro de Guerra, general Nicolás Levalle, quien tomaría el mando directo de las tropas leales, y el Jefe de Policía coronel Alberto Capdevila.
Una vez que el gobierno se encontró reunido en el cuartel de Retiro, Juárez Celman salió de Buenos Aires aconsejado por Pellegrini y Roca, que de ese modo quedaron a cargo del mando político.
Una vez concentradas las tropas revolucionarias en el Parque de Artillería, el general Manuel J. Campos cambió el plan establecido la noche anterior, y en lugar de atacar las posiciones del gobierno y tomar la Casa Rosada, dio la orden de permanecer en el interior del Parque. La gran mayoría de los historiadores atribuye la decisión a un acuerdo secreto entre Campos y Roca; este último habría fomentado la revuelta para provocar la caída del presidente Juárez Celman, pero evitando un triunfo de los rebeldes que hubiera instalado a Leandro Alem como presidente provisional.
La flota sublevada se ubicó detrás de la Casa Rosada y comenzó a bombardear al azar el cuartel de Retiro, el Cuartel de Policía y la zona aledaña al sur de la ciudad, y la Casa Rosada. La lucha continuó hasta el 29 de julio, en que los rebeldes se rindieron con la condición de que no tomaran represalias con los revolucionarios.
La cantidad de víctimas causadas por la Revolución del 90 nunca ha sido bien establecida. Distintas fuentes hablan desde 150 hasta 300 muertos o en forma indiscriminada de 1500 bajas sumando muertos y heridos.
El 6 de agosto de 1890 Miguel Juárez Celman renunció a la presidencia y fue reemplazado por el vicepresidente Carlos Pellegrini, quien nombró como su ministro del Interior a Julio A. Roca, quien políticamente más se fortaleció con el golpe frustrado.

## Revolución de 1893 (fallido)
El nombre de Revolución de 1893 refiere en la historia de Argentina a dos insurrecciones cívicomilitares dirigidas por la Unión Cívica Radical --separada ya de la Unión Cívica Nacional de Mitre-- contra el gobierno conservador, que se mantenía en el poder desde 1880. En un gesto desesperado para evitar la revolución, el presidente Luis Sáenz Peña, que nunca como entonces demostró tan claramente no tener ninguna experiencia ni voluntad polícia, nombró ministro del Interior a uno de los líderes radicales, Aristóbulo del Valle, al que además le permitió controlar todos los resortes del gobierno. Del Valle utilizó su poder para desarmar a la policía y al Ejército.
La primera insurrección, dirigida por Hipólito Yrigoyen y Aristóbulo del Valle, no pretendía dar un golpe de Estado directamente contra el Ejecutivo, sino indirectamente por medio del control de las provincias, donde se celebrarían elecciones libres y el radicalismo tomaría el control, cercando al gobierno nacional. La revolución comenzó el 28 de julio en San Luis, dirigida por Teófilo Saá, que asumió el mando tras la renuncia del gobernador. A continuación se sublevaron varias localidades en la provincia de Santa Fe, y los radicales, dirigidos por Mariano Candioti, en la que figuraba Lisandro de la Torre, tardaron cinco días en tomar el poder.
El 30 de julio, los radicales se lanzaron a la lucha en 82 localidades de la provincia de Buenos Aires; en muchas de ellas lograron su cometido, el cuartel general se instaló en Temperley, y la ciudad de La Plata fue también capturada. Sin embargo, y pese a que Juan Carlos Belgrano se proclamó gobernador de Buenos Aires, el titular alcanzó a retirarse e instaló la capital provisional en Lomas de Zamora, donde tenía algunas fuerzas y podía evitar el avance sobre la Capital. Mientras tanto, y pese a que Alem pedía insistentemente que tomara todo el gobierno, Del Valle no quería quebrar la Constitución: se retiró a Temperley, donde pensaba recibir la rendición del Ejército. Pero sin Alem en Buenos Aires, Pellegrini reorganizó las fuerzas y cercó al ejército rebelde en Temperley. Por segunda vez, Del Valle se negó a dar un golpe de Estado, y el 12 de agosto renunció a su cargo de ministro. Finalmente, el 25 de agosto el ejército revolucionario se rindió, y los dirigentes radicales, incluidos Yrigoyen y Del Valle, fueron arrestados.
Todo indicaba que la revolución estaba terminada. Pero el 14 de agosto se habían sublevado los radicales de la provincia de Corrientes, que fueron rápidamente vencidos en la capital, aunque la insurrección continuó en el interior de la provincia. El 7 de septiembre, se sublevó Tucumán, y Alem interpretó estos hecho como muestra de que un nuevo impulso revolucionario haría levantarse en masa a la mayor parte del país. Siguió un nuevo alzamiento en Santa Fe, dirigido también por Candioti, el 24 de septiembre, aunque fue vencido el día 26. Ese mismo día llegaba a Rosario Leandro N Alem, y desde allí lanzó nuevamente hizo liberar a Pellegrini y  y fue derrotada el 25 de agosto. El segundo levantamiento, dirigido por Leandro Alem, comenzó el 7 de septiembre y finalizó el 1 de octubre. Ambas insurrecciones fracasaron y sus líderes fueron encarcelados.

## Revolución radical de 1905 (fallido)
En 1897 Hipólito Yrigoyen, en desacuerdo con Bernardo de Irigoyen, disolvió el Comité de la UCR de la provincia de Buenos Aires, debido a lo cual el partido dejó prácticamente de existir. Esto determinó la formación de un núcleo de radicales que reconocen como jefe a Hipólito Yrigoyen, quien en 1903 comenzó la refundación y reorganización del partido. El 29 de febrero de 1904 el Comité Nacional de la UCR declaró la abstención electoral en todo el país en las elecciones de diputados de la Nación, de senador por la capital, electores de presidente y vicepresidente de la Nación y anunció la lucha armada. En el gobierno estaba Manuel Quintana, representante del Partido Autonomista Nacional.
El 4 de febrero de 1905, en la Capital Federal, Campo de Mayo, Bahía Blanca, Mendoza, Córdoba y Santa Fe, se produjo el alzamiento armado con el propósito de derrocar a las autoridades que, por su parte, estaban al tanto de la conspiración y decretaron el estado de sitio en todo el país, por noventa días.
En la Capital Federal los golpistas fallaron al no poder asegurar el control del arsenal de guerra de Buenos Aires cuando el general Carlos Smith, jefe del Estado Mayor del Ejército desplazó a los soldados yrigoyenistas. Las tropas leales y la policía recuperaron pronto las comisarías tomadas por sorpresa y los cantones revolucionarios. En Córdoba los rebeldes apresaron al vicepresidente José Figueroa Alcorta y amenazaron matarlo si no renunciaba el presidente Manuel Quintana; este no cedió y la amenaza no fue ejecutada. También apresaron al diputado Julio Argentino Pascual Roca, y a Francisco Julián Beazley, exjefe de policía de Buenos Aires, pero no al expresidente Julio Argentino Roca, quien logró escapar a Santiago del Estero.
En Mendoza los rebeldes se llevaron 300 000 pesos del Banco de la Nación y atacaron los cuarteles defendidos por el teniente Basilio Pertiné. Las tropas sublevadas en Bahía Blanca y otros lugares ni tuvieron perspectiva, ni hallaron eco en el pueblo. Solo continuaron los combates en Córdoba y Mendoza hasta el 8 de febrero, pero finalmente los alzados fueron derrotados y enjuiciados recibiendo penas de hasta 8 años de prisión y enviados al penal de Ushuaia.

## Golpe del 6 de septiembre de 1930
El golpe militar del 6 de septiembre de 1930 fue liderado por el general José Félix Uriburu y derrocó al presidente Hipólito Yrigoyen de la Unión Cívica Radical, quien había sido elegido democráticamente para ejercer su segundo mandato en 1928. Al llegar a la plaza de los Dos Congresos, frente al Congreso de la Nación, un grupo de civiles inició un tiroteo con las fuerzas revolucionarias que, pese a su brevedad, causó 23 muertos y 154 heridos.
Paradójicamente el general Uriburu había sido uno de los organizadores de la Revolución de 1890, el levantamiento cívico-militar que dio origen a la Unión Cívica Radical. Yrigoyen era el primer presidente constitucional derrocado por una revolución triunfante, y por primera vez en la historia argentina un gobierno “de facto” disolvió el Congreso Nacional. También fueron intervenidas doce de los catorce gobiernos provinciales, quedando en pie solamente los dos que no pertenecían al radicalismo.
El 10 de septiembre, Uriburu fue reconocido como presidente Provisional de la Nación por la Corte Suprema mediante la acordada que dio origen a la doctrina de los gobiernos de facto y que sería utilizada para legitimar a todos los demás golpes militares.
Uriburu designó a un civil en el cargo de ministro de Economía, Enrique Simón Pérez, vinculado a los grandes terratenientes y a los sectores más conservadores.
Uriburu básicamente representó en aquel momento ante todo un nacionalismo católico neocorporativista. Inclusive el proyecto de constitución neocorporativa que tenía Uriburu y sus sectores era un sistema neocorporativo mixto. Querían que hubiera una cámara corporativa, por ejemplo, con representación de sindicatos, empresarios y otra cámara con representación política. Eran proyectos neocorporativos, ideológicamente muy tributarios del nacionalismo católico, que desde los años 1920 venía creciendo en Argentina.
Uriburu le encomendó al poeta Leopoldo Lugones la redacción de la proclama revolucionaria, pero la primera versión fue acusada de fascista por parte del coronel José María Sarobe y el general Agustín P. Justo, que representaban el liberalismo conservador tradicional de la Argentina. Lugones debió entonces modificarla. Este texto anunciaba el deterioro de la democracia, su inestabilidad y su devenir hacia la demagogia.
Una de las primeras medidas de Uriburu fue establecer una estructura estatal represiva ilegal, creando una "sección especial" de la policía para utilizar sistemáticamente la tortura contra los opositores, siendo la primera en utilizar la electricidad con tal fin, mediante las picana eléctricas diseñadas para el ganado. La Sección Especial continuó en actividad en los gobiernos posteriores e intervino en 1951 en las torturas del llamado Caso Bravo durante el gobierno de Juan Domingo Perón.
Al no tener apoyo político para instaurar el régimen político que se proponía, Uriburu llamó a elecciones pero dispuso proscribir la participación en ellas del radicalismo. La reinstauración democrática fue falaz, restringida y controlada por las Fuerzas Armadas y dio origen a una serie de gobiernos conservadores fraudulentos y corruptos que fueron conocidos como la Década Infame. El 20 de febrero de 1932, el general José Félix Uriburu le entregó el poder al general Agustín P. Justo, verdadera fuerza material del golpe de Estado; que si bien proponía este, pretendía un gobierno democrático conservador y restringido.

## Golpe fallido de diciembre de 1932
En 1932 un grupo de civiles y militares pertenecientes a la Unión Cívica Radical intentó derrocar al gobierno encabezado por el presidente Agustín P. Justo y reemplazarlo por una Junta Revolucionaria transitoria que llamaría a elecciones en el plazo de un año. Contaba con el apoyo de una porción importante del Ejército, encabezada por el teniente coronel Atilio Cattáneo y el mayor Regino Lascano.
El estallido de la revolución debía producirse el 18 de diciembre de 1932 mediante una sublevación masiva y estaba prevista la detención del presidente y los principales líderes del gobierno. El 13 de diciembre se realizaron varias asambleas radicales en distintos lugares de Buenos Aires, tales como universidades o bares, que fueron reprimidas por la policía montada y 159 personas fueron detenidas. El 16 de diciembre en una casa de Buenos Aires donde se guardaban armas e información sobre la revolución estalló una bomba casera que estaba siendo preparada por dos conspiradores, lo que ocasionó una investigación y el consiguiente descubrimiento de la conjura.
Entre tanto, en Rosario (Argentina) —y tras herir al jefe del Escuadrón de Seguridad, mayor César Reyes— un grupo de civiles intentó adueñarse de la unidad de la Escuela de Cadetes, en la calle Alem 2050, muriendo 32 militantes radicales en el enfrentamiento. El gobierno declaró el estado de sitio y produjo numerosas detenciones; con sus principales dirigentes encarcelados o exiliados la UCR entró en una etapa de letargo.

## Golpe del 4 de junio de 1943

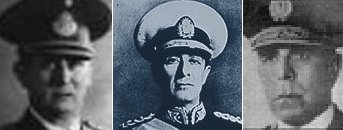
Generales Arturo Rawson, Pedro Pablo Ramírez y Edelmiro Farrell, los tres dictadores sucesivos de la Revolución del 43.

La Revolución del 43 originada en el golpe militar del 4 de junio de 1943 tuvo características distintas a todos los demás:
- Ramón Castillo, el presidente derrocado, era parte del régimen conservador conocido como década infame, originado en el golpe militar de 1930 y apoyado en el fraude electoral generalizado, la represión y la corrupción.[12]

- Único golpe militar que se desenvolvió en medio de una guerra mundial.
- No mantuvo relaciones de alianza con los grandes terratenientes y empresarios.
- Su origen estuvo vinculado a las presiones de Estados Unidos para que la Argentina abandonara su tradicional neutralismo frente a la Segunda Guerra Mundial, con el fin de afectar los intereses británicos en el país y reemplazar a Gran Bretaña como poder económico dominante en la Argentina.
- Fue el único golpe de Estado en Argentina que fue pura y exclusivamente militar, sin apoyo civil.[15]

- Acabó con todo un sistema de gobierno conservador y fraudulento instaurado en 1930 y que tenía intenciones de permanencia.

- Al igual que todo quiebre institucional de la República Argentina, fue muy nocivo en términos de calidad democrática, ya que aún eliminando el «fraude patriótico» de la década anterior, continuó a futuro la nefasta línea de sucesiones de facto al frente del Gobierno.

La Revolución del 43 fue un confuso proceso político durante el cual diversos grupos, muchos de ellos sin protagonismo anterior en la historia argentina, se disputaron el poder. El golpe no tenía pretensiones de permanencia en el poder, por lo que fue una dictadura de tipo transitoria.
Todos los grupos militares que lucharon por el poder durante la Revolución del 43 eran marcadamente anticomunistas y mantenían estrechas relaciones con la Iglesia católica que recuperó una sólida presencia (perdida desde el siglo XIX), sobre todo en el ámbito de la educación. Las luchas internas desencadenaron dos golpes de palacio, sucediéndose en el poder tres dictadores que llevaron el título de «presidente»: Arturo Rawson, Pedro Pablo Ramírez y Edelmiro Farrell.
Durante este período los sindicatos argentinos, principalmente los socialistas y los sindicalistas revolucionarios, realizaron una alianza con un sector de oficiales jóvenes del ejército liderado por el coronel Juan Perón, constituyendo una exitosa corriente laborista-nacionalista, que finalmente terminó predominando y ganando el apoyo de la clase obrera en ese momento en plena expansión y adquiriendo el nombre de peronismo. El período se caracterizó por una extrema polarización de las clases sociales, y llevó también a la conformación de un gran bloque social fuertemente antiperonista, mayoritariamente integrado por los sectores medios y altos.
Económicamente la Revolución del 43 se caracterizó por continuar la política de industrialización por sustitución de importaciones que venía de años anteriores.
La dictadura finalizó con un llamado a elecciones democráticas realizadas el 24 de febrero de 1946, que todos los sectores aceptaron como impecables, en las que triunfó Juan Domingo Perón, quien asumió el 4 de junio de 1946. Perón sería derrocado por un golpe militar en 1955 antes de finalizar su segundo mandato.

## Golpe fallido del 28 de septiembre de 1951
El día 28 de septiembre de 1951 efectivos del Ejército, la Marina y la Aeronáutica al mando del general retirado Benjamín Menéndez intentaron derrocar al gobierno del presidente Juan Domingo Perón. En su breve proclama los rebeldes acusaban al gobierno de haber llevado la Nación a «una quiebra total de su crédito interno y externo, tanto en lo moral y espiritual como en lo material». Las restricciones a las libertades cívicas y a la acción de los opositores, la reforma constitucional que permitía la reelección del Presidente, así como las medidas de politización de las fuerzas armadas parecen haber influido en los militares adherentes al movimiento.
Algunos sectores descontentos de las fuerzas armadas entraron en un estado deliberativo para destituir al gobierno y buscaron un líder para encabezar la rebelión. Los que podían asumir ese papel eran los generales Eduardo Lonardi, el único militar no oficialista con mando de tropas, que estaba como comandante del Primer Cuerpo de Ejército y el general Benjamín Menéndez, retirado desde 1942, pero no pudieron acordar una acción en común, separados —en palabras de Potash con las que coincide Luna— por «la dignidad personal, el orgullo y la ambición».
Viendo un momento político favorable, Menéndez dio la orden de desencadenar el golpe el 28 de septiembre y Lonardi –que había pedido su retiro, que le fue aceptado de inmediato- decidió no adherir al golpe pero dejó en libertad a sus seguidores, parte de los cuales apoyaron el mismo. En la madrugada de ese día Menéndez y su estado mayor entraron a Campo de Mayo, una instalación militar de gran extensión, donde ya había unidades sublevadas. Se produjo un tiroteo en el regimiento de tanques que ocasionó el único muerto, el cabo Miguel Farina, que había intentado oponerse. De los treinta tanques presentes, solo pudieron movilizar a dos –probablemente por sabotaje de los suboficiales- y el resto fue abandonado, por lo que en definitiva la columna golpista partió al mando del general Menéndez con dos tanques Sherman, tres unidades blindadas y 200 efectivos a caballo.
No obtuvo el apoyo esperado del Colegio Militar de la Nación y el destacamento mecanizado de La Tablada que también se había rebelado se rindió sin combatir ante tropas leales al gobierno por lo que Menéndez junto con algunos de sus oficiales se entregó detenido.
Por otra parte, la escuadra aeronaval y la base militar de Punta Indio, que se habían sublevado, al conocer que carecían de fuerzas terrestres desistieron de su acción y algunos de los intervinientes fueron detenidos y otros escaparon. Menéndez y sus más inmediatos colaboradores detenidos fueron enjuiciados de inmediato. Menéndez fue condenado a 15 años de prisión y otros oficiales lo fueron a penas de hasta 6 años de cárcel.
No solo los insurrectos fueron apartados del servicio sino que Perón aprovechó para depurar las fuerzas armadas desprendiéndose mediante su retiro de oficiales que nada tenían que ver con la rebelión.

## Golpe del 16 de septiembre de 1955

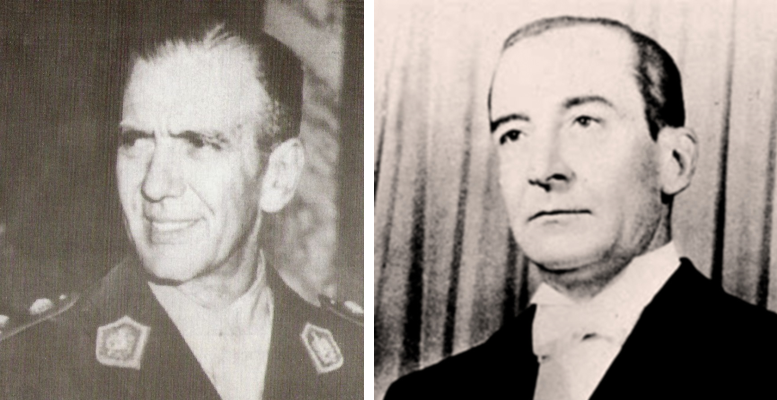
Generales Eduardo Lonardi y Pedro Eugenio Aramburu, los dos dictadores sucesivos de la Revolución Libertadora.

La llamada «Revolución Libertadora» fue una dictadura militar de tipo transitoria, originada en el golpe de Estado que derrocó al presidente Juan Domingo Perón entre el 16 y el 23 de septiembre de 1955, día este último en que el jefe de la insurrección juró con el título de «presidente», a la vez que disolvió el Congreso. Al día siguiente designó como «vicepresidente» al almirante Isaac Rojas.
La Revolución Libertadora contó con la Junta Consultiva Nacional integrada por la mayor parte de los partidos políticos: Unión Cívica Radical, Partido Socialista, Partido Demócrata Nacional, Partido Demócrata Cristiano y Partido Demócrata Progresista.
El grupo golpista se dividió en dos sectores: un sector nacionalista-católico liderado por el general Eduardo Lonardi, que tomó el gobierno al comienzo, y un grupo liberal-conservador liderado por el general Uriburu y el almirante Isaac Rojas. Este último sector terminó predominando y dando un golpe palaciego, por el cual Lonardi fue reemplazado por Aramburu como «presidente».
La dictadura impuso la proscripción del Partido Peronista y persecución de sus simpatizantes, que se mantendría por 18 años, y la intervención de los sindicatos. También, en un caso sin precedentes en la historia argentina moderna, fusiló a opositores, en algunos casos en forma pública y en otros clandestinamente.
El gobierno militar asignó el Ministerio de Economía sucesivamente a Eugenio Folcini, Eugenio A. Blanco, Roberto Verrier y Adalberto Krieger Vasena, que llevaron adelante una política inspirada en los criterios de los sectores socialmente más acomodados y poderosos económicamente.
Una de las medidas institucionales más importantes de la dictadura militar fue emitir una proclama derogando inmediatamente la Constitución Nacional vigente, conocida como Constitución de 1949, para reemplazarla por el texto de la Constitución de 1853. Esta medida sería luego avalada por una Convención Constituyente elegida con proscripciones, que sesionó bajo el régimen militar y le agregó el artículo 14 bis.
En 1958 la Revolución Libertadora convocó a elecciones limitadas y controladas por las Fuerzas Armadas, con proscripción del peronismo que fueron ganadas por la Unión Cívica Radical Intransigente (UCRI), un sector de la fracturada Unión Cívica Radical, liderado por Arturo Frondizi, quien había realizado un pacto electoral y político con Perón con el fin obtener el apoyo del decisivo voto peronista a su candidatura. El presidente Frondizi sería a su vez derrocado por los militares cuatro años después.

## Golpe del 29 de marzo de 1962

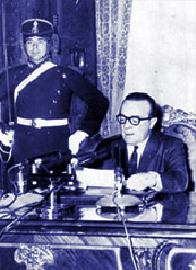
José María Guido fue el único civil que tomó posesión de la Presidencia tras un golpe de Estado en Argentina, en el.

El golpe militar de 1962 en Argentina ocurrido el 29 de marzo de ese año fue realizado por los comandantes en jefe de las tres Armas presionados por algunos sectores de las Fuerzas Armadas, que destituyeron de hecho al presidente Arturo Frondizi. La acción fue la culminación de un proceso de deterioro de la relación de Frondizi con las Fuerzas Armadas y fue precipitada por el triunfo en varias provincias en las elecciones del 18 de marzo de 1962 de partidos que respondían al peronismo. En la mañana del 29 de marzo fuerzas militares condujeron detenido a Frondizi, con quien habían consensuado el día anterior las modalidades del procedimiento, desde la Quinta Presidencial de Olivos a la isla Martín García pero sin haber definido previamente cuáles serían los pasos posteriores salvo el acuerdo de que el reemplazante sería un civil. Esto posibilitó que con el apoyo de legisladores y funcionarios del gobierno antes de terminar ese día el presidente provisional del Senado José María Guido asumiera el cargo vacante invocando una destitución de hecho y obtuviera que la Corte Suprema de Justicia le tomara juramento en una ceremonia realizada sin intervención ni presencia de militares. Los golpistas tomados así por sorpresa se reunieron al día siguiente con el flamante Presidente y le impusieron determinadas medidas que debía adoptar durante su gobierno.
Ya en el gobierno Frondizi impulsó rápidamente una amplia amnistía para los delitos políticos y gremiales y una reforma de la ley de asociaciones sindicales apoyada por los peronistas restableciendo el sindicato único por rama y actividad como querían los mismos. Pronto se produjo la ruptura con el gobierno de los peronistas que apuntaban a mostrar su fuerza creando un clima de inseguridad y a partir de enero de 1959 fueron muchas las bombas que estallaron en Buenos Aires y sus alrededores.
Durante su presidencia Frondizi afrontó entre 32 y 34 planteos militares a raíz de nombramientos realizados, medidas que le eran requeridas por los militares o simplemente por rivalidades entre las fuerzas como cuando la Aeronáutica protestó por las gestiones de un portaaviones considerando que perdía poder frente a la Marina. o dentro de ellas.. Estos planteos estaban acompañados de medidas de presión tales como el acuartelamiento de unidades militares, ausencia colectiva a actos oficiales, arrestos o relevos de jefes militares, renuncias a cargos con críticas públicas, etc.
El triunfo de la Revolución Cubana y la ruptura posterior con el gobierno de Estados Unidos y el episodio de la instalación de bases misilísticas soviéticas en la isla incrementó la tensión internacional e hicieron de la “lucha antisubversiva” un tema fundamental dentro de las Fuerzas Armadas que, además, daba mayor respaldo a quienes otorgaban a la misma un papel político cada vez más importante. También la política internacional como la posición frente a Cuba en la Conferencia de la OEA reunida en Punta del Este en enero de 1961 o el tratado con Brasil añadió otro tópico de descontento de los militares.
El hecho que precipitó el golpe fue la victoria del peronismo en las elecciones del 18 de marzo, en diez de las catorce provincias existentes en aquel momento, incluyendo la estratégica Provincia de Buenos Aires, donde triunfó el dirigente sindical textil Andrés Framini. El peronismo había sido proscrito por la dictadura militar de 1955, pero Frondizi volvió a habilitarlo electoralmente, aunque manteniendo la prohibición a Juan Perón de presentarse como candidato y volver al país. Frondizi inmediatamente intervino las provincias en las que había ganado el peronismo, luego solicitó la mediación del general Pedro Eugenio Aramburu y finalmente aceptó un plan que incluía un gabinete de coalición pero no encontró apoyo en los otros partidos políticos, que no le tenían confianza. Los mandos militares acordaron el 28 de marzo que si Frondizi era reemplazado su sucesor sería un civil y a continuación, ante la negativa del Presidente a renunciar, dispusieron su detención y traslado a la isla Martín García, lugar sugerido por el funcionario.
Los presidentes de los bloques parlamentarios de la UCRI convencieron entonces a José María Guido, presidente provisional del Senado que asumiera el poder invocando la Ley de Acefalía que lo colocaba en primer lugar para suceder al Presidente. Solicitó a la Corte Suprema de Justicia que le recibiera juramento por haber asumido la Presidencia “por la vacancia del Poder Ejecutivo producida por la destitución de hecho del anterior Presidente”, lo que fue aceptado por el Tribunal y se cumplió esa misma noche.
Al día siguiente, 30 de marzo, el flamante Presidente se reunió con los comandantes en jefe de las tres armas quienes le impusieron condiciones que Guido aceptó, las cuales incluían la anulación de los comicios del 18 de marzo, la proscripción del comunismo y del peronismo y el establecimiento de una ley electoral que estableciera la representación proporcional.  El 30 de marzo Frondizi desde Martín García envió a sus partidarios una serie de sugestiones en las que aprobaba la decisión de Guido. En los primeros días de abril le avisaron desde la Corte que se estaban presentando recursos de habeas corpus a favor de Frondizi que, en caso de llegar a esa instancia, serían resueltos favorablemente, por lo que la única solución era que un decreto pusiera a Frondizi a disposición del Poder Ejecutivo, pero ni Guido ni el ministro Martínez estaban dispuestos a ello. Guido le pidió a Emilio Donato del Carril, un radical que acababa de renunciar como embajador en Estados Unidos que había sido autorizado a entrevistar a Frondizi en el lugar de detención, que le pidiera a este una nota manifestando que no había autorizado los habeas corpus en cuestión. La respuesta de Frondizi a Del Carril fue que debían firmar un decreto poniéndolo a disposición del Poder Ejecutivo. Fue así que Guido firmó el 3 de abril el decreto n.° 2887 en ese sentido fundándolo en la obligación “de garantizar el orden y la tranquilidad pública y de preservar la seguridad personal del Dr. Don Arturo Frondizi”.

## Golpe del 28 de junio de 1966

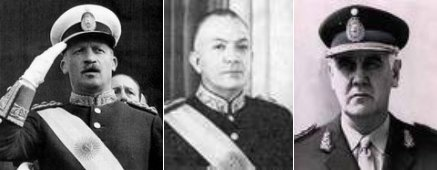
Generales Juan Carlos Onganía, Marcelo Levingston y Alejandro Lanusse, los tres dictadores sucesivos de la autodenominada Revolución Argentina.

El 28 de junio de 1966 un levantamiento militar liderado por el general Juan Carlos Onganía derrocó al presidente Arturo Illia perteneciente a la Unión Cívica Radical del Pueblo. El golpe dio origen a una dictadura autodenominada «Revolución Argentina», que ya no se presentó a sí misma como «gobierno provisional», como en todos los golpes anteriores, sino que se estableció como un sistema de tipo permanente. Este tipo de dictaduras militares permanentes, se instalaron por entonces en varios países latinoamericanos en esos años (Brasil, Chile, Bolivia, Paraguay, etc.) y fue analizado detalladamente por el destacado politólogo Guillermo O'Donnell quien lo denominó con la expresión de Estado burocrático-autoritario (EBA).
La Revolución Argentina dictó en 1966 un Estatuto que tenía nivel jurídico superior a la Constitución y en 1972 introdujo reformas constitucionales, algo que también la distinguió de las dictaduras anteriores. En general la dictadura adoptó una ideología fascista-católica-anticomunista, apoyada abiertamente tanto por Estados Unidos como por los países europeos.
La alta conflictividad política y social generada durante la Revolución Argentina y las luchas entre los diversos sectores militares produjeron dos golpes internos, sucediéndose en el poder tres dictadores militares: Juan Carlos Onganía (1966-1970), Marcelo Levingston (1970-1971) y Alejandro Agustín Lanusse (1971-1973).
Onganía entregó el Ministerio de Economía a los sectores civiles más conservadores-liberales, cuyo máximo exponente fue Adalberto Krieger Vasena, quien ya había sido ministro de la Revolución Libertadora. Sin embargo durante la dictadura de Levingston, predominó un sector nacionalista-desarrollista de las Fuerzas Armadas, que nombró Ministro de Economía al radical Aldo Ferrer.
Acosada por una insurrección popular creciente y generalizada, la dictadura organizó una salida electoral con participación del peronismo (aunque impidiendo la candidatura de Perón), en 1973, en la que triunfó precisamente el candidato peronista Héctor J. Cámpora, con el 49,53% de los votos, asumiendo el 25 de mayo de 1973.
Cámpora renunció para permitir elecciones libres, en las que ganó Juan Perón con el 62 % de los votos, quien moriría menos de un año después de haber sido electo, y el gobierno peronista, en manos ahora de la vicepresidenta María Estela Martínez de Perón, sería también derrocada por un golpe militar en 1976.

## Golpe del 24 de marzo de 1976

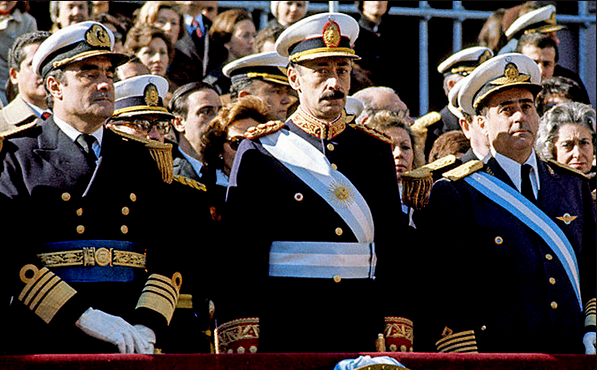
La primera Junta Militar (de izquierda a derecha: Emilio Massera, Jorge Videla y Orlando Agosti).

El 24 de marzo de 1976 una nueva sublevación militar derrocó a la presidenta María Estela Martínez de Perón, instalando una dictadura de tipo permanente (Estado burocrático-autoritario) autodenominada «Proceso de Reorganización Nacional», gobernada por la Junta Militar, integrada por tres militares, uno por cada fuerza. A su vez, la Junta Militar elegía a un funcionario con el título de «presidente», con funciones ejecutivas y legislativas, designado y supervisado por la junta mientras no perteneciese a esta; sin embargo, al pasar los días esto no llegó efectuarse. lo cual no se llevó a cabo sino hasta 1982.
Al igual que la dictadura anterior, la Junta Militar sancionó en 1976 un Estatuto y dos Actas de carácter complementario con jerarquía jurídica superior a la Constitución.
La Junta Militar quedó disuelta de facto el 22 de junio de 1982, debido al retiro de la misma de la Marina y la Fuerza Aérea, como consecuencia del impacto político de la derrota en la Guerra de Malvinas. La Junta Militar fue reconstituida el 10 de septiembre de 1982, permaneciendo en el poder hasta el 5 de diciembre de 1983, cinco días antes de que asumiera los poderes constitucionales elegidos democráticamente el 30 de octubre de 1983.
La composición de la Junta Militar fue variando a lo largo de la dictadura, sin coincidencia temporal exacta entre las fuerzas:
- Primera etapa (24/03/76-22/06/82):
  - Ejército: Jorge Rafael Videla (24/03//76), Roberto Eduardo Viola (31/07/78), Leopoldo Fortunato Galtieri (28/12/79), Cristino Nicolaides (18/06/82).
  - Marina: Emilio Eduardo Massera (24/03//76), Armando Lambruschini (15/09/78), Jorge Isaac Anaya (11/09/81).
  - Fuerza Aérea: Orlando Ramón Agosti (24/03//76), Omar Domingo Rubens Graffigna (25/01/79), Basilio Lami Dozo (17/12/81).
- Segunda etapa (10/09/82-05/12/83):
  - Ejército: Cristino Nicolaides (21/09/82).
  - Marina: Jorge Isaac Anaya (10/09/82), Rubén Franco (01/10/1982).[45]
  - Fuerza Aérea: Augusto Jorge Hughes (21/09/82).[46]

La Junta designó como «presidentes» de facto a Jorge Rafael Videla, Roberto Eduardo Viola, Leopoldo Fortunato Galtieri y Reynaldo Benito Bignone respectivamente, todos ellos integrantes del Ejército. Bignone, fue el único “presidente de facto” que no perteneció a la Junta.
El Proceso de Reorganización Nacional llevó adelante una política sistemática de terrorismo de Estado que violó masivamente los derechos humanos y causó la desaparición de decenas de miles de personas.
Internacionalmente, la dictadura argentina y la violación de derechos humanos contó con el apoyo activo del gobierno de Estados Unidos en el marco de la Doctrina de la Seguridad Nacional impulsada desde la Escuela de las Américas (salvo durante la administración de James Carter), y el Fondo Monetario Internacional, así como la tolerancia de los países europeos, la Unión Soviética, y la Iglesia católica.
Asimismo, en ese momento se instalaron con apoyo estadounidense dictaduras militares en todos los países del Cono Sur de Sudamérica (Argentina, Bolivia, Brasil, Chile, Paraguay, Perú y Uruguay), que coordinaron entre sí y con Estados Unidos la represión, por medio de una organización de los aparatos de inteligencia estatales denominada Plan Cóndor.
En materia económica, la dictadura entregó formalmente los ministerios económicos a las asociaciones empresarias más conservadoras, que impulsaron una política económica abiertamente desindustrializadora y neoliberal, con máxima expansión de una deuda externa.
Tras algunos años de política conservadora que no rendía frutos reales, y el uso de procedimientos represivos del Estado contra civiles, que incluyeron todo tipo de violaciones a los derechos humanos, hicieron que hacia fines de la década de 1970 el descontento de la población y la falta de apoyo fueran en aumento. El triunfo del equipo argentino como anfitriones del evento en la Copa Mundial de Fútbol de 1978 calmó el descontento, pero solo temporalmente. Percibiendo un rápido ingreso en una crisis de poder el gobierno militar decidió retomar una disputa de larga data sobre la soberanía de las islas Malvinas, ocupadas por una población británica implantada en 1833. En este marco, el gobierno militar argentino decidió retomar las islas, acción que ejecutó exitosamente, dejando así declarada la guerra de las Malvinas contra el Reino Unido. El hecho causó un fuerte eco en el país europeo, ya que, justamente en el mismo momento, el gobierno de la primera ministra Margaret Thatcher también se encontraba en una fuerte crisis política. Entablar y ganar una guerra era, justamente, lo que Thatcher necesitaba, y dispondría de toda la fuerza bélica que sea necesaria para volver a invadir las islas, incluso solicitando el apoyo de los Estados Unidos. Tal vez fue afortunado que la Junta Militar no sopesase este aspecto y que se cometiesen otros desaciertos que hicieron perder las islas en un ataque por medios convencionales, ya que el Reino Unido no descartaba el uso de armas nucleares para concretar sus fines.
La derrota infligida terminó de zanjar la crisis del gobierno militar, lo cual condujo a la caída de la tercera Junta Militar, y meses más tarde la cuarta Junta llamó a elecciones para el 30 de octubre de 1983, en las que triunfó el candidato de la Unión Cívica Radical, Raúl Alfonsín, quien asumió el 10 de diciembre de 1983.
Los jefes militares fueron enjuiciados y condenados, y muchos de ellos llevados a prisión, en complejos procesos que se extendieron en el tiempo.
La dictadura militar llamada «Proceso de Reorganización Nacional» fue la última. Si bien entre 1987 y 1990 se produjeron varias insurrecciones militares, denominadas carapintadas, ninguna de ellas tuvo el objetivo de derrocar a los gobiernos democráticos.

## Cuestiones generales
Los golpes de Estado que Argentina afrontó en el siglo XX, generaron una serie de problemas jurídico-políticos específicos:
- La doctrina de los gobiernos de facto de la Corte Suprema de Justicia de la Nación;[57]
- La validez y suerte de los llamados "decretos-leyes" y demás normas sancionadas por los gobiernos militares, una vez finalizada la dictadura;[57]
- La sanción de los golpistas.

También es posible observar una escalada en la violencia represiva y una paralela reducción del respeto por las formas legales en cada uno de los golpes. En particular, mientras que los cuatro primeros golpes de Estado exitosos (1930, 1943, 1955 y 1962) se definieron como "gobiernos provisionales" y manifestaron desde un inicio su intención de llamar a elecciones democráticas en un breve lapso, los dos últimos golpes (1966 y 1976), establecieron dictaduras militares de tipo permanente, de acuerdo al modelo de Estado burocrático autoritario (EBA) descrito por Guillermo O'Donnell.
Un elemento importante de los golpes de Estado en Argentina está relacionado también con los planes económicos y la actitud ante los mismos de las grandes potencias mundiales. En el primer caso, los equipos económicos de los gobiernos militares tendieron a recurrir a las mismas figuras, mayoritariamente provenientes del sectores conservador-liberal, llegándose a decir que las Fuerzas Armadas se comportaron como partido político de la clase alta. En el segundo caso, según el político brasileño Lula da Silva en casi todos los golpes de Estado contaron con una gran participación de la política externa de Estados Unidos.
A partir de la década de 1960 los golpes de Estado en Argentina formaron parte de un cuadro subregional y regional más amplio, de golpes militares generalizados en Sudamérica y América Latina, en la mayoría de los casos apoyados o promovidos por Estados Unidos, a partir de las operaciones de la Escuela de las Américas con base en Panamá y la Doctrina de la Seguridad Nacional.
Durante la Convención Constituyente que en 1994 reformó el texto de la Constitución Argentina se discutió largamente la doctrina de los gobiernos de facto y la forma de evitar que la misma pudiera volver a invocarse en un eventual golpe de Estado futuro. El resultado fue la aprobación del inédito párrafo constitucional «Defensa de la democracia o Defensa del orden constitucional» que reza:

Esta Constitución mantendrá su imperio, aun cuando se interrumpiere su observancia por actos de fuerza contra el orden institucional y el sistema democrático. Estos actos serán insanablemente nulos.
Artículo 36 de la Constitución Argentina